# Buenos Aires Cricket & Rugby Club
Buenos Aires Cricket & Rugby Club, referido como "Buenos Aires" o "Biei" (fonéticamente B.A. en inglés), es un club deportivo de Argentina localizado en San Fernando (Buenos Aires). El BACRC es el club más antiguo aún en existencia en Argentina, habiendo registros de un partido de cricket jugado en el barrio porteño de Recoleta en 1831 donde se habría desplegado una bandera con el nombre del club, por entonces llamado "Buenos Aires Cricket Club"(BACC).
Cambió su denominación cuando se fusionó al club de rugby, Buenos Aires Football Club (BAFC) en 1951. El BAFC fue miembro fundador de la "River Plate Rugby Championship", actual Unión Argentina de Rugby.
Además de rugby y de hockey sobre césped, se practica el cricket.

## Historia

### Orígenes en cricket
BACRC, creado luego de la fusión de BACC y BAFC, es reconocido como un club decano del rugby. Y también ha tenido el estadio con más capacidad de la historia en Don Torcuato, donde hoy se encuentra el Club Universitaro de Buenos Aires.

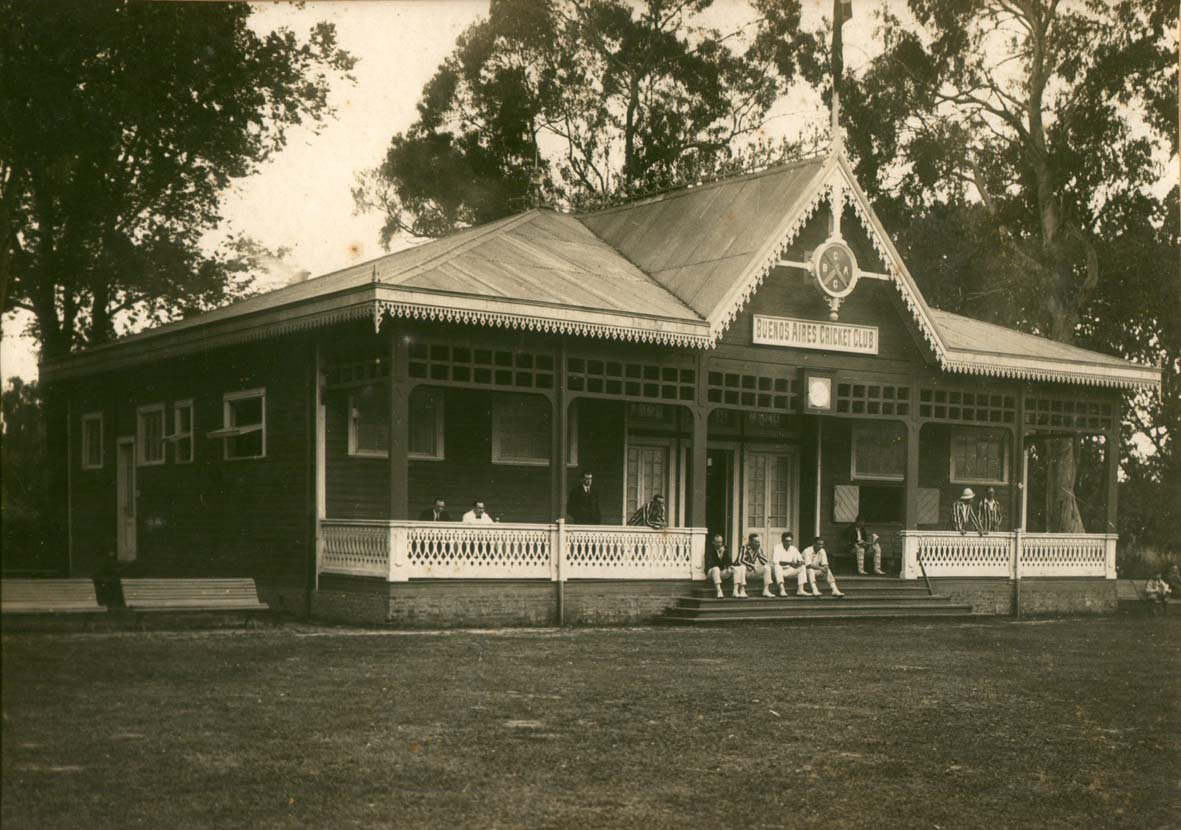
El Buenos Aires Cricket Club en 1868. Los primeros partidos de fútbol y rugby en Argentina, fueron jugados allí.

La fecha exacta de la fundación del BACC no está determinada con exactitud a causa de un incendio que destruyó la mayoría de sus instalaciones y archivos históricos. Sin embargo, hay registros de un partido de cricket jugado por miembros del club en el barrio porteño de Recoleta en 1831, donde se desplegó una bandera con la leyenda "Buenos Aires Cricket Club". El partido fue cubierto por el periódico de la comunidad británica en Argentina The British Packet que se publicaba en Buenos Aires.
El primer presidente del club fue el cónsul británico Frank Parish, electo en 1858. En abril de 1868, el BACC jugó su primer partido interclubes enfrentando al equipo Montevideo Cricket Club (MVCC) en Uruguay. El partido fue ganado por el BACC por 156-124, mientras que la revancha (jugada en Buenos Aires en 1869) vio un nuevo triunfo del BACC por 174 a 121.
El 8 de diciembre de 1864, el club inauguró oficialmente su campo de juego en el Parque Tres de Febrero de barrio porteño de Palermo, en el mismo lugar donde hoy se erige el Planetario Galileo Galilei. Ese día el BACC derrotó al HMS Bombay por 85 carreras a 31, justo 6 días antes que el buque fuera destruido en aguas del Río de la Plata.
En 1877 el BACC jugó su primer partido frente al Rosario Cricket Club, actual Club Atlético del Rosario, y ganó.

### Pionero en fútbol y rugby
El 20 de junio de 1867, varios miembros del club se congregaron en el campo de juego del BACC para jugar el que fuera el primer partido de fútbol en la Argentina. El juego había sido programado para jugarse en La Boca pero tuvo que ser mudado de escenario debido a las inundaciones que se producían en dicho barrio.
El partido disputado en el cricket field fue tan exitoso que algunos miembros decidieron fundar un club dedicado a la práctica del fútbol, dando origen al Buenos Aires Football Club, el primer club de fútbol no sólo de Argentino sino de Sudamérica. En los años siguientes, el BAFC utilizaría las instalaciones del BACC, utilizándose el campo de juego en verano para el cricket y en invierno para la práctica del fútbol.
El BAFC adoptó las reglas del rugby por primera vez en 1874, pero el club fue disuelto un año después.
En 1886, un nuevo "Buenos Aires Football Club" fue fundado como un club destinado exclusivamente a la práctica del rugby. El club jugó contra Rosario Athletic el primer partido interclubes de este deporte en Argentina.
En 1899, junto a Rosario AC, Belgrano AC y Lomas, Buenos Aires FC se constituyó en miembro fundador de la "The River Plate Rugby Championship", la actual Unión Argentina de Rugby. Ese mismo año se disputó el primer campeonato de rugby en Argentina (actual Torneo de la URBA). Buenos Aires ganó 8 títulos en las primeras 17 ediciones de este torneo. Durante las décadas de 1920, 1930 y 1940 el club no ganaría ningún título, encontrando una fuerte resistencia en los clubes formados por aquellos años como CA San Isidro y San Isidro Club.

### Un nuevo comienzo

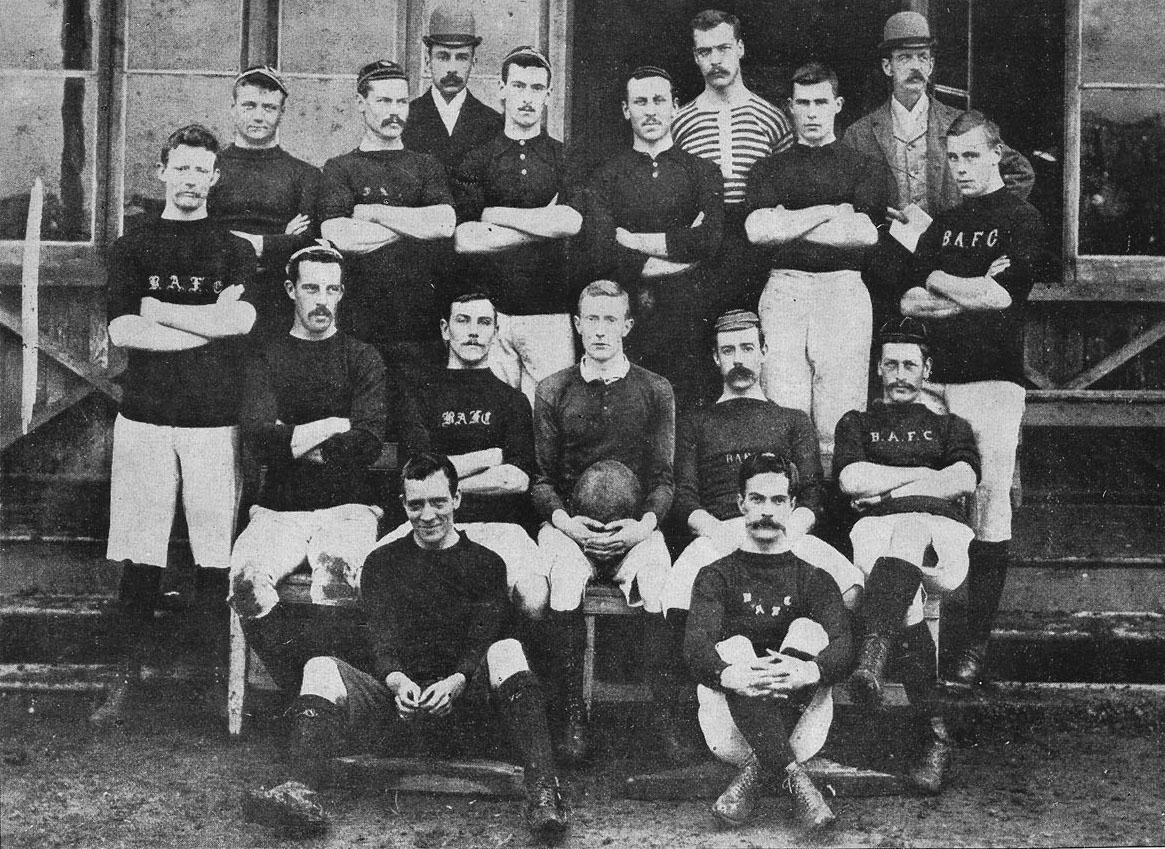
El Buenos Aires Football Club en 1891. El club luego se fusionaría al BACC en 1951.

En 1948 las instalaciones del BACC fueron destruidas por un incendio (algunas versiones nunca confirmadas afirman que el mismo fue intencional). El fuego destruyó la mayor parte de los archivos y documentos del club. Tres años más tarde, más precisamente el 4 de mayo de 1951, ambos clubes, BACC y el BAFC decidieron fusionarse, resultando de dicha unión el "Buenos Aires Cricket & Rugby Club".
El club no tendría una sede definitiva sino hasta 1952 cuando se instaló en Don Torcuato, en el Gran Buenos Aires. El BACRC permaneció ahí hasta 1987, cuando los terrenos fueron vendidos al Hindú Club. Buenos Aires se mudaría a San Fernando (Buenos Aires), donde ha permanecido hasta hoy.
En 1997 el BACRC inauguró el primer estadio construido específicamente para el rugby en el país. El mismo se encontraba en la localidad de Los Polvorines en el Gran Buenos Aires. La Selección Argentina de rugby jugó allí un total de 9 partidos. En 2005, los terrenos donde se erigía el estadio fueron vendidos a una compañía alemana.

## Palmarés

### Cricket
- Primera División (18): 1904-05, 1919-20, 1924-25, 1927-28, 1930-31, 1938-39, 1939-40, 1940-41, 1941-42, 
1949-50, 1952-53, 1956-57, 1957-58, 1963-64, 1966-67, 1971-72, 1975/76, 1976-77[12]

### Rugby
- Torneo de la URBA (10 En el formato actual y 43 en el formato anterior al año 1900)

: 1900, 1901, 1902, 1903, 1904, 1908, 1909, 1915, 1958, 1959.
- Seven-a-Side de la URBA (1): 2023